# Maria-Magdalena Rusu
Maria-Magdalena Rusu (Fălticeni, 30 de setembre de 1999) és una esportista romanesa que competeix en  la modalitat de rem.
Va participar en dos Jocs Olímpics d'estiu, obtenint una medalla d'or a París 2024, en la prova de vuit amb timoner, i el sisè lloc a Tòquio 2020, en la mateixa prova